# Tulbaghia tenuior
Tulbaghia tenuior är en amaryllisväxtart som beskrevs av Kurt Krause och Moritz Kurt Dinter. Tulbaghia tenuior ingår i släktet Tulbaghia och familjen amaryllisväxter. Inga underarter finns listade i Catalogue of Life.